# Le Diamant
Le Diamant là một commune thuộc tỉnh hải ngoại Martinique nước Pháp.